# 친밀 관계

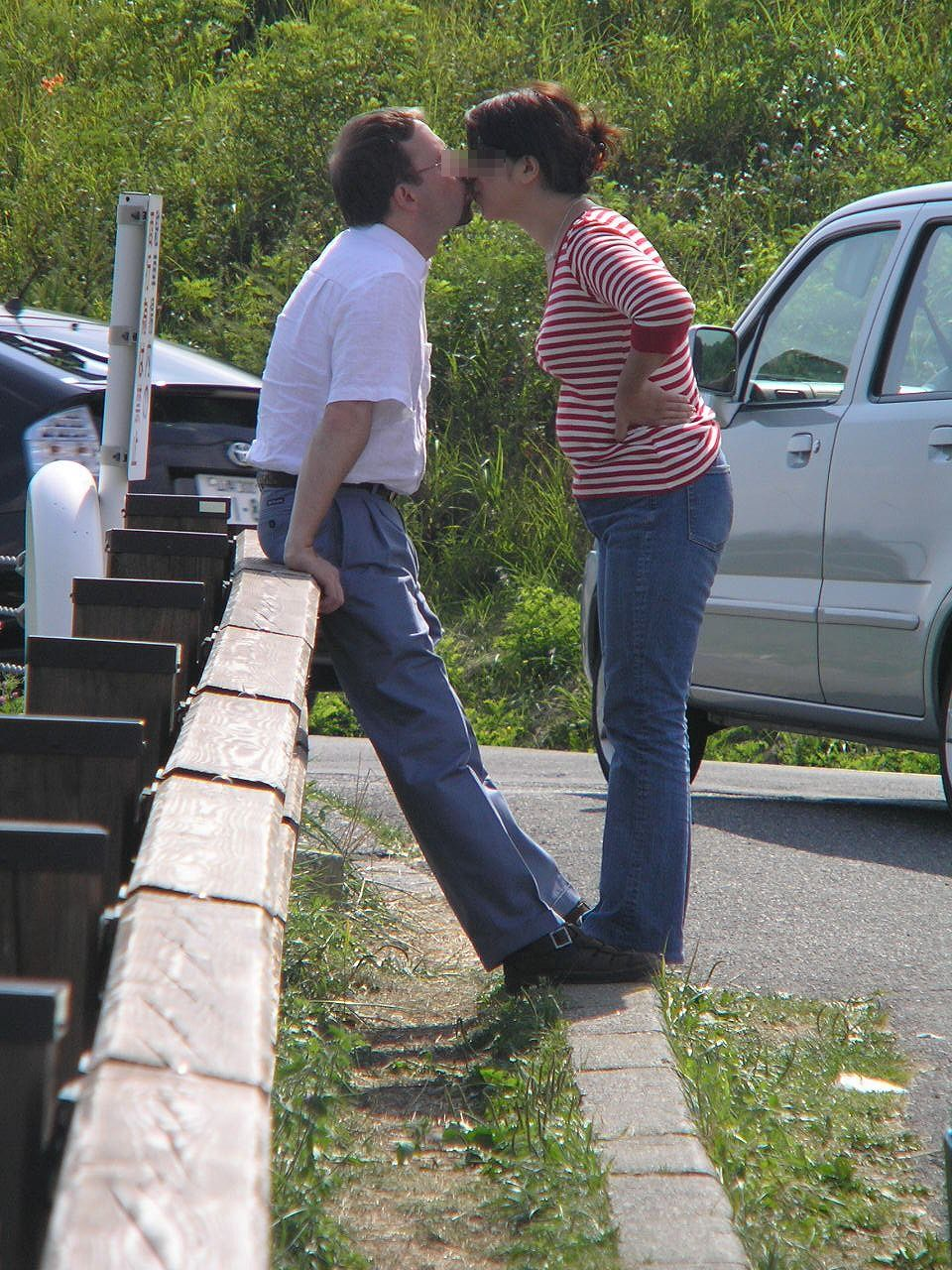
입맞춤하는 커플

친밀 관계(親密 關係, 영어: intimate relationship) 혹은 친밀도(親密度, 영어: Friendship, 일본어: なつき度)는 육체적 친밀감(Physical intimacy)이나 감정적 친밀감(emotional intimacy)을 포함한 대인관계(interpersonal relationship)를 말한다. 친밀관계는 흔히 성적관계(sexual relationship)를 말하지만, 가족, 친구, 지인 등 비 성적관계도 있다.
감정적 친밀감은 하나 이상의 사람을 좋아함(liking)이나 사랑함(loving)을 의미하며, 육체적 친밀감을 야기하기도 한다. 신체적 친밀함은 로맨틱 사랑(romantic love), 성행위(sexual activity), 기타 열정적 애착(passionate attachment)을 포함한다. 친밀 관계는 모든 인간 경험에서 중심 역할을 한다. 인간은 보통 소속감을 느끼거나 사랑하고 싶어하는 욕구가 있다. 이는 친밀 관계 속에서 충족된다. 이런 관계는 사람이 강력한 감정적 애착을 형성하기 위한 사회 네트워크(social network)를 가능하게 한다.

## 친밀함
친밀함(Intimacy)은 가깝고 사적인 유대(association)와 상호연대(belonging together)의 감정을 포함한다. 이는 타인의 지식과 경험을 통해 형성된 유대(bond)의 결과로서, 타인과 친숙하고 가까우면서도 정서적인 연결(connection)이다. 인간관계에서의 진정한 친밀감은 대화(dialogue), 투명성(transparency), 취약성(vulnerability), 상호성(reciprocity)이 필요하다. 달튼(Dalton) (1959)은 공식 경로로는 얻을 수 없는 정보를 제공해줄 수 있고 그럴 의향이 있는 친밀한 사람 네트워크를 구축하여 특정 문화 배경 내에 존재하는 '내부정보(inside information)'에 대하여 인류학자와 민족학자가 접할 수 있는 방식에 대하여 논의했다.
인간의 관계 중, 대인관계에서는 친밀함의 의미와 정도가 모두 다르다. 인류학에서, 친밀함은 유혹(seduction)이 성공하여 발생한 결과물이자, 숨겨진 사고와 감정을 자신감있게 드러내게 하는 라포 수립(rapport building) 과정이다. 친밀한 대화는 사람들을 하나로 묶은 비밀(confidences)(비밀스런 지식)의 기반이 된다.
장기간 친밀함을 유지하는 것은 감정적 상호관계적 인식이 잘 형성되었다는 것을 의미한다. 친밀함은 친밀한 관계의 참여자로서 떨어져 있거나 같이 있는 능력 모두를 포함한다. 이에 대하여 머레이 보웬(Murray Bowen)은 '자아 분화(self-differentiation, 혹은 differentiation of self)'라 하였다. 이는 팽팽한 대립과 돈독한 충성심 모두를 포함하는 감정적 범위가 있는 연결을 야기한다. 자기를 타인으로부터 분화(differentiate)하는 능력이 결여된 것은 공생(symbiosis)으로, 가까움(closeness)이라는 감정에서는 비슷하여도 친밀함과는 다른 상태이다.
친밀한 행동은 가족구성원과 가까운 친구는 물론 사랑하는 사람들에게도 존재한다. 그것은 상호적 자기노출(self-disclosure)과 허심탄회(candor)를 통하여 발전한다. 친밀함을 만드는 기술이 서툴면 너무 빨리 친해질 수 있다. 혹은 개인 바운더리(personal boundary)를 찾고 연결을 유지하기 위하여 고생할 수 있으며, 친구 맺는 기술이 서툴고, 자기노출을 거절하거나 우정 혹은 우정관계에 있는 사람을 거절한다. 친밀 문제의 심리학적 영향은 친밀 관계를 형성하고 유지하는 것이 어려운 성인에게서 보인다. 이들은 상대에게서 인간적 한계를 경험하고, 친밀관계가 단절되는 부정적인 결과를 두려워하게 된다. 연구는 친밀감에 대한 공포(fear of intimacy)는 감정적 가까움(emotional closeness)과 관계상의 만족(relationship satisfaction)으로부터 느끼는 안락함과 부적 관계(negative relation)에 있으며, 고독(loneliness)과 특성 불안(trait anxiety)과는 정적 관계(positive relation)에 있다고 밝혔다.
레빙거(Levinger)와 스노엑(Snoek)의 독립모델은 친밀 관계 발달을 네 단계로 나눈다.
- 1단계는 무접촉 단계(zero contact stage)로, 관계의 두 당사자 간에 접촉이 없다.
- 2단계는 인지 단계(awareness stage)로, 당사자간에 피상적인 혹은 깊은 접촉은 없지만 서로를 알고 있기만 하다.
- 3단계는 표면적 접촉 단계(surface contact stage)로, 서로 알게 되고 피상적인 접촉이 발생한다.
- 4단계는 공존 단계(coexistence phase) 혹은 상호성 단계(mutuality stage)로, 상호 의존이 크게 증가하고 깊은 접촉이 발생한다.[13]

### 유형

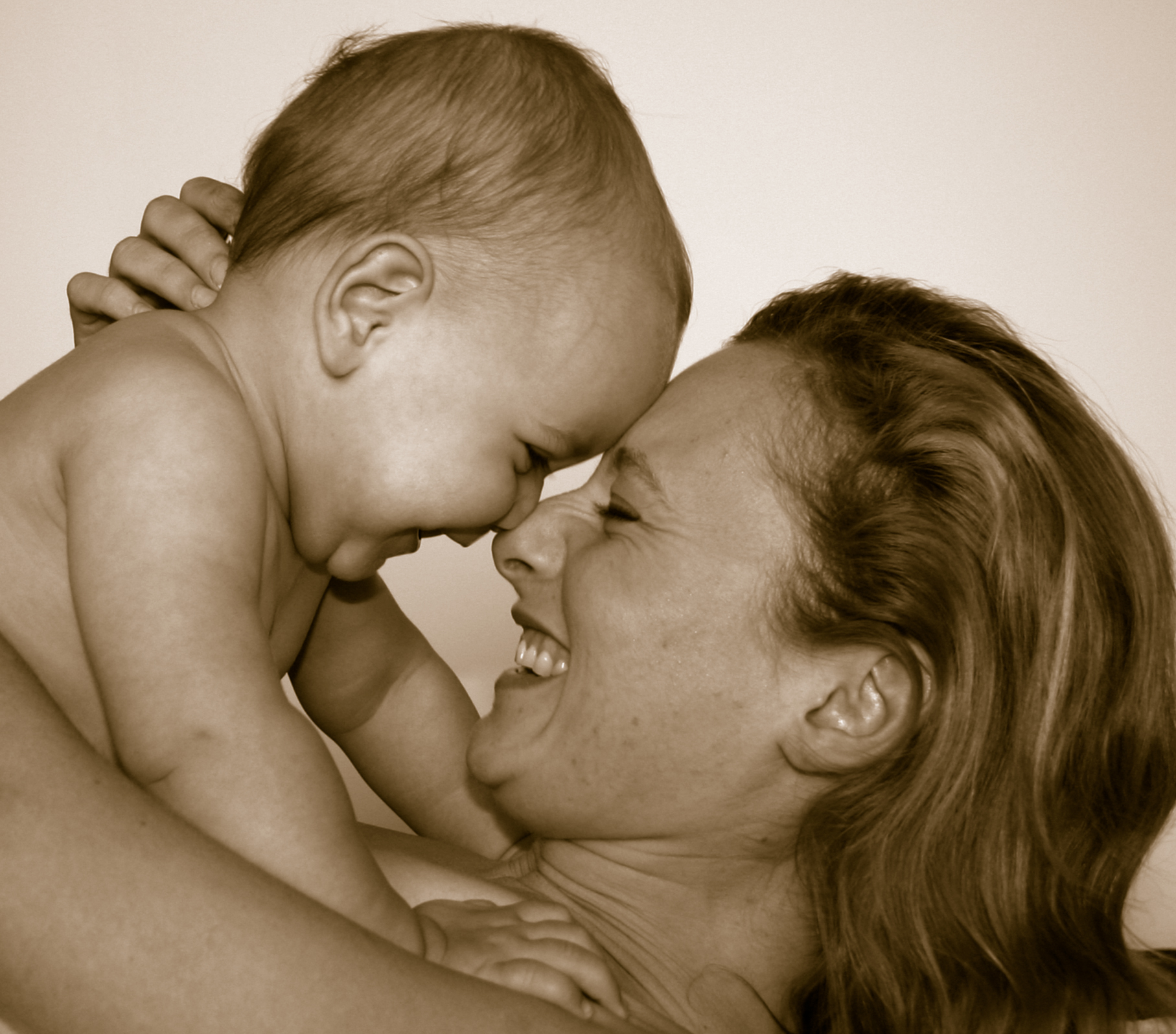
엄마와 아이의 유대감

학자들은 친밀함 유형에 따라 신체적, 감정적, 인지적, 영적 친밀함으로 나눴다.
- 신체적 친밀성(Physical intimacy) : 사적 공간(personal space) 안으로의 진입, 손잡기(holding hands), 포옹(hugging), 입맞춤(kissing), 애무(heavy petting) 성행위(sexual activity) 등을 포함한다.
- 감정적 친밀함(Emotional intimacy) : 특히 성적 관계(sexual relationships)에서 특정 수준의 신뢰(trust)가 형성되고 개인적 유대(personal bond)가 수립된 이후에 형성된다.[7] 그러나 '사랑에 빠지는' 감정적 연결(emotional connection)은 성적 매력(sexual attraction)으로부터 자극받은 신체 반응을 통하여 추동되는 생물화학적 차원(펜에틸아민phenylethylamine, PEA),[16]  그리고 신체적 가까움이나 성적 결합(sexual union) 이후에 수반되는 대화(talk)로 추동되는 사회적 차원 모두를 가지고 있다.[17] 사랑(Love)은 감정적 친밀함에 있어 중요한 요인이다. 그것은 질적 양적 차원에서 좋아함(liking)과는 다르며, 또한 차이는 단지 성적 매력의 유무에만 있는 것도 아니다. 사랑에는 열정적인 사랑(passionate love), 우애(companionate love), 희생적 사랑(sacrificial love)이 있다. 희생적 사랑은 결합 상태에서 개인의 의지가 소전제로 있다. 우애는 애착이라는 강렬한 감정이 축소되어 있고, 진정한 그리고 인내하는 유대, 상호 헌신, 상호 양육의 깊은 감정, 친구의 성취에 자랑스러워함, 목표와 관점을 공유하는 것에서 오는 희생 등이 있다. 열정적인 사랑은 열병(infatuation), 사로잡힘, 황홀경의 고통, 상대와의 통합에서 오는 흥분의 감정이 있다.[18]
- 인지적 친밀함(Cognitive intimacy) 혹은 지성적 친밀함(Intellectual intimacy) : 사고와 사상을 공유하고 의견 일치나 불일치를 즐길 때 발생한다.[15][19]
- 영적 친밀함(Spiritual intimacy) : 영성(spirituality)을 통한 유대를 포함한다.[15]

## 연구

### 실험 연구
1898년 실험 조사 수행으로 사회 이론(social analysis)의 혁명을 가져다 주었다. 먼로(Monroe)의 연구는 친구 선택에 있어 아동의 특성(traits)과 습관을 검토하였다. 연구에서 드러난 속성은 친절(kindness), 발랄함(cheerfulness), 정직(honesty)이었다. 먼로는 7-16세 아동 2336명에게 어떤 종류의 친구를 가장 좋아하는지에 대해 물었다. 연구 결과, 아동들은 동갑에 동성이며 같은 체구에 머리와 눈 모양이 가볍고, 이전에 다투지 않은 친구, 동물과 사람에게 친절한 사람, 정직한 친구를 선호하였다. 종교와 부는 가장 중요성이 적은 요소였다.
먼로의 연구는 친밀 관계 연구 성향이 철학적인 연구에서 실험적인 것으로의 변화를 선보인 첫 연구였다. 이 연구는 관계과학(relationship science)의 시발점으로 인정되었다. 그러나 먼로 연구 이후 몇 년동안 수행된 연구는 매우 적었다. 아동의 우정, 교제(courtship), 결혼, 가족에 대한 연구는 1930년대에 제한적으로 이뤄졌으나, 2차대전 기간 동안은 관계 연구가 거의 이뤄지지 않았다. 1960년대에서 1970년대에 이르러서야 관계 연구가가 출판되면서 비로소 친밀관계가 연구 주제로서 큰 관심을 끌 수 있었다.

### 기타 연구

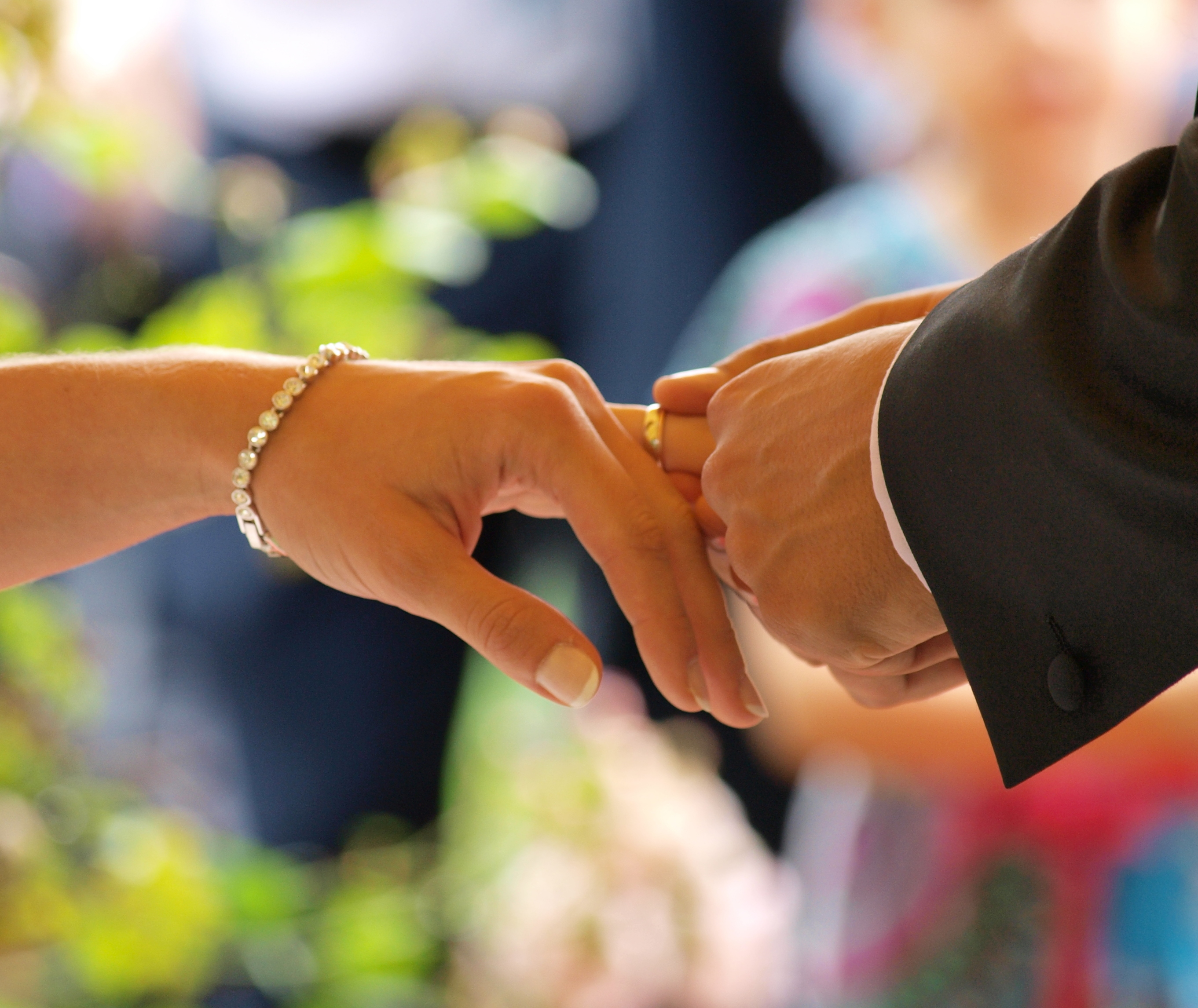
성적 관계(Sexual relationship)는 결혼으로 완성되기도 한다.

친밀 관계 연구는 다양한 집단 출신의 참가자를 사용하며, 가족 관계, 우정 관계, 로맨틱 관계 등 다양한 주제를 장기간 조사한다. 최근 연구는 관계의 긍정적 측면과 부정적 혹은 불쾌한 측면을 모두 다룬다.
존 고트만(John Gottman) 등의 2010년 연구에서는 부부들을 기분좋은 곳에 초대하고 지난 싸움 주제를 불러일으키는 의견대립을 재논의하였다. 참가자들은 비디오녹화가 진행 중이라는 것을 알고 있었음에도, 자기들 주제에 너무 빠져서 녹화중이랑 사실도 잊게 되었다. 부부의 반응과 감정을 초단위로 관찰하면서, 부부의 이후 운명에 대하여 고트만은 93%의 정확도로 예측하였다.
테리 오버치(Terri Orbuch)와 조셉 베로프(Joseph Veroff)는 2002년 연구에서 자기보고서(self-report)를 통하여 신혼부부를 장기간 관찰하는 종단연구(longitudinal study)를 실시하였다. 참가자들은 관계에 대한 특성과 현황에 대한 보고서를 제공하였다. 이들 대부분은 연구 시작 이후 결혼생활이 끝났으나, 이러한 관계연구는 연구자가 후속상담(follow-up interview)을 통하여 결혼생활 처음부터 끝까까지를 추적할 수 있었으며, 이를 통해 어떤 요인이 결혼생활을 지속하게 하고 어떤 것이 그럴지 않은지를 규명하고자 하였다. 관계과학 분야는 이제 막 시작하였지만, 다양한 학부 출신 연구자들이 관계과학의 영역을 확장하고 있다.
또한 친밀 관계에 영향을 주는 맥락적 요인들의 역할도 규명되었다. 허리케인 카트리나(Katrina)가 부부와 연인에게 끼친 영향에 대한 최근 연구에 의하면, 많은 경우 부정적 영향을 주기도 하였지만, 긍정적 변화를 가져온 경우도 적지 않았다. 특히 카트리나가 실업이나 장기 격리와 같은 부부나 연인에게 부정적인 영향을 주는 환경적 스트레스 유발 요인을 낳기도 했지만, 새로운 취업 기회나 미래에 대한 전망이 좋아지거나 소통과 지지가 더 커진 것으로 인하여 관계가 더 강화된 경우도 있었다. 결과적으로 환경적 요인들도 친밀 관계를 강화한다고 할 수 있다.
노스웨스턴대학교(Northwestern University) 연구팀은 2013년 연구보고서에서 갈등으로 부부가 서로 보복하려는 부정적인 특성인 '부적 정서 상호성(negative-affect reciprocity)'이 결혼생활의 실패를 예측할 수 있는 가장 확고한 요소라는 것을 규명하였다. 그러나 시카고(Chicago)의 부부 120쌍을 대상으로 한 연구에 의하면, 이러한 관계 악화는 4개월마다 재평가 작문과제(reappraisal writing task)를 수행함으로써 완화된다.
한 연구에서는 장기간 친밀 관계에 있는 이성 부부와 동성 커플은 서로의 나쁜 습관을 집어낼 수 있다고 지적한다. 연구는 한쪽에게 직접적으로 나쁜 영향을 끼치는 방향, 건강한 습관을 함께 들이는 방향, 개인적인 책임이라고 생각하는 방향을 통하여, 이러한 나쁜 습관들이 장기간 친밀 관계에서 어떻게 진화되는지를 검토하였다.

## 역사

### 아리스토텔레스
고대 그리스 철학자 아리스토텔레스(Aristoteles)는 대인관계에 대하여 고찰하면서, "한 사람이 다른 한 사람에게 우호적으로 대하년 그 한 사람은 그 다른 사람의 친구가 되며, 그 다른 사람도 이에 대한 보답으로 그 한 사람에게 친구로 대한다"고 하였다.(Aristotle, 330 BC, trans. 1991, pp. 72–73). 아리스토텔레스는 인간은 타고나면서부터 사회적 동물(social being)이라고 하였다. 또한 그는 관계란 유용성(utility), 즐거움(pleasure), 덕(virtue)에 기반한다고 주장하였다. 사람은 관계가 제공하는 도움과 소속감으로 인하여 유용성을 주는 관계에 끌린다. 즐거움에 기반한 관계에서는 사람은 함께 모일 때 즐거운 간정에 끌린다. 그러나 관계를 통해 어느 한쪽만 혜택을 입고 다른 한쪽은 이러한 혜택을 입지 못한다면, 유용성과 즐거움에 기반한 관계라도 오래 가지 못한다고 한다. 덕에 기반한 관계는 타인의 덕성(virtuous character)에 끌려서 수립된 것이다. 아리스토텔레스는 덕에 기반한 관계는 가장 오래 가며, 서로가 지발적으로 서로를 좋아하는 유일한 유형이라고 하였다. 1880년대 후반까지 아리스토텔레스의 철학분석 방식이 친밀 관계 분석을 지배하였다.

### 1880년대에서 1900년대초
현대 심리학과 사회학은 19세기 말에 발생하였다. 이때 학자들은 자신의 연구 영역에 관계를 포함시키고 친밀관계 분석과 관련한 내용의 새로운 기반을 마련하였다. 지그문트 프로이트(Sigmund Freud)는 부모-아이 관계와 그것이 인격발달(personality development)에 끼치는 영향에 대하여 서술하였다. 프로이트는 감정과 기대를 매개로 유년기 경험이 성인기 관계로 전환되거나 그대로 이어간다고 보았다. 또한 프로이트는 사람은 자신과 반대 성별의 부모와 닮은 사람을 결혼상대로 찾는다고 보았다.
1891년 윌리엄 제임스(William James)는 개인의 자아개념(self-concept)이 타인과의 관계를 통해 정립된다고 주장하였다. 1897년 에밀 뒤르켐(Émile Durkheim)의 사회구조에 대한 관심은 사회적 고립(social isolation)과 소외(social alienation)에 대한 연구로 이어졌다. 뒤르켐은 사회적 고립이 자살의 전조라고 주장하였고 이러한 주장은 친밀 관계의중요한 발견이 되었다. 사회적 고립에 관련하여 관계의 어두운 측면과 부정적 영향에 대하여서 뒤르켐은 아노미(anomie)라고 명명하였다. 게오르크 짐멜(Georg Simmel)은 두 사람 간의 파트너십 혹은 양자관계(dyad)에 대하여 연구하였다. 짐멜은 양자관계에는 관계를 유지하기 위하여 양측의 동의와 개입이 필요하지만, 관계는 한쪽의 제안만으로는 끝나게 된다고 주장하였다. 위의 학자들은 자신의 이론의 증거를 찾으려 하였지만, 친밀관계의 개념적 설명에 그치고 실험적 기반은 아직 마련되지 못하였다.

### 1960-1970년대
사회심리학 분야에서 친밀관계에 영향을 줄 중요한 변화가 발생하였다. 1950년대 말까지는 연구 대부분이 실험을 수반하지 않았다. 그러나 1960년대말 출간된 연구 과반 이상은 실험 연구를 동반하였다. 또한 1960년대에는 심리학 분야에서 방법론적 변화도 있었다. 실험 참가자 대부분은 학부생들이었고. 실험방법과 연구는 연구소에서 행해졌으며, 실험 방법은 사회심리학적 방법이 대부분이었다. 이러한 실험을 통하여서 발견한 것은 관계도 과학적으로 연구될 수 있다는 것이었다. 이로 인해 다른 전공 학자들도 관계과학에 관심을 갖게 되었고, 친밀관계 연구는 국제적인 복합학문으로 성장하였다.

### 1980-2000년대
1980년대 초 개인관계국제네트워크(International Network of Personal Relationships, INPR)의 첫 회의가 개최되었다. 전세계 300여명의 학자들이 학회에 참석하였다. 1984년 3월, 사회적개인적관계저널(Journal of Social and Personal Relationships) 초판이 발행되었다. 1990년대 INPR은 두 그룹으로 분열되었지만 2004년 4월 다시 합쳐져서 국제관계연구협회(International Association for Relationship Research, IARR)가 되었다.
실번 톰킨스(Silvan Tomkins)의 연구에서 분화되어 자신만의 대인관계 연구를 수립한 정신과의사 도널드 네이선슨(Donald Nathanson)은 긍정적 정서를 극대화하고 부정적 정서를 최소화하며 정서 표현의 자유를 허용하는 양자 관계의 친밀 관계가 최선이라고 주장하였다. 이는 톰킨스의 정서건강을 위한 청사진에 기반한 것으로, 톰킨스 역시 긍정적 정서의 극대화, 부정적 정서의 최소화, 정서 표현의 자유를 주장하였다.

### 학자
- 머레이 보웬
- 에드윈 프리드먼
- 존 가트만

## 참고 문헌
- 이 문서에는 다음커뮤니케이션(현 카카오)에서 GFDL 또는 CC-SA 라이선스로 배포한 글로벌 세계대백과사전의 내용을 기초로 작성된 글이 포함되어 있습니다.

## 같이 보기
- 자기노출
- 신체적 친밀성
- 유기공포 (심리학)
- 자기분화
- 정서적 친밀성
- 친밀감에 대한 공포